# Gyliotrachela catherina
Gyliotrachela catherina е вид коремоного от семейство Pupillidae.

## Разпространение
Видът е разпространен в Австралия.